# Szerémszolnok
Szerémszolnok (Жарковац) település Szerbiában, a Vajdaságban, a Szerémségi körzetben, Árpatarló községben.

## Története
A középkorban Szolnok néven említik. Magyar lakossága a törökdúlás idején kipusztult, a település pusztává lett. Szolnokpuszta az árpatarlói Pejacsevich uradalom része lett, akik magyarokat telepítettek ide. 1910-ben 505 lakosából 420 magyar (83,2%), 76 német és 3 horvát volt. Archiválva 2016. január 28-i dátummal a Wayback Machine-ben
1934-ben vette fel a Žarkovac nevet. Magyar lakosságának zömét kitelepítették, a településen ma zömmel boszniai szerb menekültek élnek.

## Demográfiai változások
| 1948 | 1953 | 1961 | 1971 | 1981 | 1991 | 2002 |
| ---- | ---- | ---- | ---- | ---- | ---- | ---- |
| 865  | 882  | 1089 | 934  | 955  | 915  | 1102 |